# Casino Mauresque
L'ancien casino Mauresque d'Arcachon fut édifié en 1863 par l'architecte Paul Régnauld.
Emblématique du projet immobilier des frères Pereire débuté en 1862, il fut un haut lieu de la bourgeoisie du début du XXe siècle. Le bâtiment fut réquisitionné pour devenir un hôpital militaire temporaire pendant la Première Guerre mondiale. Ce joyau de la Belle Époque fut détruit par un incendie en 1977.

## Origine
Grâce à la construction des luxueuses villas de la Ville d'Hiver, la Compagnie des chemins de fer du Midi dirigée par les frères Pereire permit de faire converger vers la station balnéaire naissante, un flot de riches visiteurs venant du monde entier, en villégiature ou en soins de bains de mer. Cette clientèle nantie recherchait animations et lieux de distractions novateurs. C'est dans ce but que la Compagnie du Midi décida d'installer à proximité des villas un lieu de spectacles et de jeux, où les résidents fortunés de la Ville d'Hiver auraient tout loisir à se distraire et à dépenser leur argent. La construction du bâtiment fut assurée par le Bordelais Salesses, et son fils en imagina la décoration intérieure. Le casino fut inauguré en août 1863.

## Caractéristiques

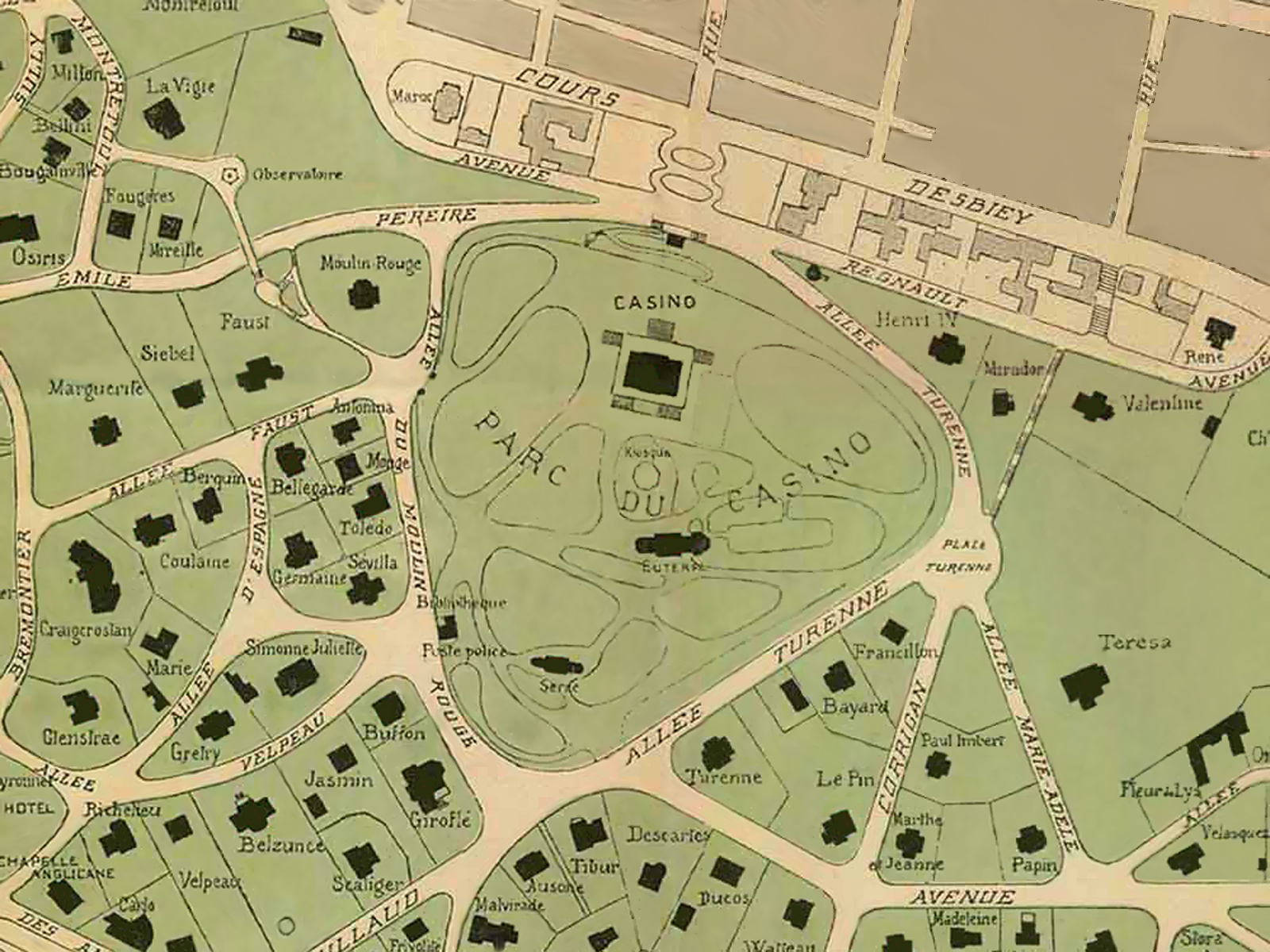
Le grand terrain en forme de triangle arrondi est le parc Mauresque, les petites formes noires sont toutes les habitations du quartier de l'ambitieux projet immobilier des frères Pereire. Le casino Mauresque se situe au Nord, dans le rectangle noir.

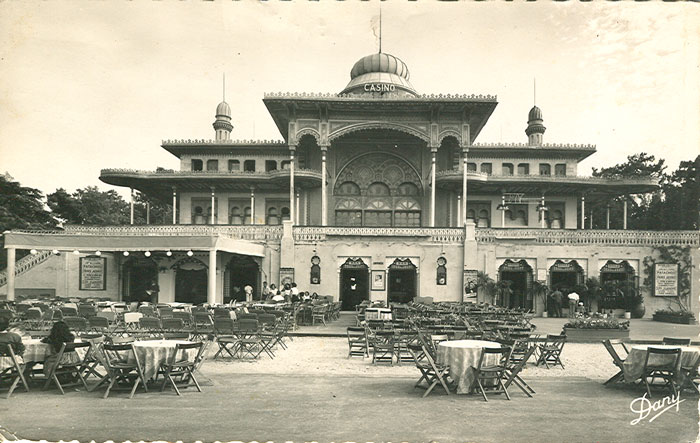

Le casino Mauresque était situé au sommet des dunes de la Ville d'Hiver, au Sud d'Arcachon, à l'écart du centre-ville. Il offrait une vue imprenable sur la Ville d'été et sur le bassin d'Arcachon. Manifestement influencé par l'architecture arabe, on écrivit plus tard qu'il était inspiré de l'Alhambra de Grenade et de la mosquée de Cordoue.
L'architecte Paul Régnauld est chargé des plans du casino et des jardins qui l'entourent. Le fils de l'entrepreneur bordelais Jules Salesses, peintre qui réalisa également des arabesques colorées sur les murs et les plafonds du grand théâtre de Bordeaux, est chargé des décors intérieurs.
Le rez-de-chaussée du casino était occupé par des salles de café et des cercles de jeux, accessible par un péristyle. Pour y accéder, on empruntait un escalier central, plus tard remplacé par des escaliers latéraux. Le premier étage abritait une somptueuse salle de spectacle ainsi qu'un salon de musique, des salles de lecture et une bibliothèque. Quatre-vingts lustres de cristal du casino, alimentés au gaz de ville, assurent l'éclairage. Au sommet de l'édifice se dressent deux larges coupoles en forme de bulbe portées par une structure métallique.
Réalisé par les architectes-paysagistes Frusique et Claverie, le parc Mauresque comporte un kiosque à musique et le théâtre de verdure San Carlino, où se déroulaient des spectacles et des représentations destinées aux enfants. Le parc était également un lieu d'animations, ainsi la troupe d'échassiers landais de Sylvain Dornon y donnait des représentations.
En 1913, un funiculaire fut construit à l'extrémité du parc et permettait de passer de la ville d'Hiver à la ville d'Été. Il fut remplacé en 1948 par un ascenseur, qui subsiste encore aujourd'hui, et où se trouve de nos jours une maquette du casino sous plexiglas. Sur le pourtour de l'ascenseur sont aussi installées les sculptures Faune poursuivant des nymphes et Femme jouant avec un dauphin de Claude Bouscau, le parc conservant par ailleurs d'autres œuvres de lui (Héraclès, Baigneuse ou Maria).
Le casino n'est cependant pas aussi rentable qu'espéré, si bien que la Compagnie des chemins de fer du Midi le vend en 1879 à la municipalité d'Arcachon. La concurrence du Casino de la plage, ouvert en 1903, donne lieu à plusieurs faillites. Durant la Première Guerre mondiale, il est utilisé comme hôpital ; pendant la Seconde, il est aussi réquisitionné. En 1976, la municipalité ne trouve pas de repreneur à la Société du Mauresque, qui a échoué à le relancer.

## Disparition
Le casino Mauresque disparaît dans un incendie le 18 janvier 1977. Une enquête conclut qu'un court-circuit en aurait été à l'origine, même si les archives à ce sujet sont introuvables de nos jours. Sans livrer de conclusion, l'historien Michel Boyé rappelle toutefois la volonté de la municipalité de l'époque de construire à la place un palais des congrès et un hôtel, le refus du maire de faire classer le casino monument historique avant le sinistre et la volonté de son successeur d'accepter les 2 millions de francs d'indemnité et de rapidement araser les ruines, choisissant donc de ne pas reconstruire le casino.
Aujourd'hui, le parc, transformé en arboretum en 1992, et au milieu duquel trône désormais une pinasse marquant l'emplacement du bâtiment.
Une maquette représentant le casino à également été installée afin de permettre au habitants et touristes de s'imaginer l'important bâtiment qui se dressait plusieurs décennies plus tôt. 
Sur le modèle du casino Mauresque a été dessinée la villa Mazagan à Labouheyre, construction de style mauresque due à l'anthropologue Claude Cornut.